# Tony Marsh
Tony Marsh (Rotorua, 12 agosto 1972) è un ex rugbista a 15, imprenditore, preparatore atletico e fisioterapeuta neozelandese, da giocatore tre quarti centro e internazionale per la Francia.

## Biografia
Proveniente dagli Auckland Blues, divenne professionista nel 1996 e vinse con tale club il Super 12 nel 1997; l'anno successivo, trasferitosi ai Crusaders, vinse di nuovo il campionato, divenendo così uno dei pochi rugbisti a vincere due tornei del SANZAR consecutivamente.
Si trasferì in Europa nel 1998, ingaggiato dal club francese del Montferrand (oggi Clermont), in cui rimase fino al 2007; dopo 3 anni di permanenza in Francia divenne idoneo a giocare per la Nazionale di tale Paese, e fu quindi convocato per i test di fine anno del 2001, esordendo contro il Sudafrica.
Prese quindi parte al Sei Nazioni 2002, vinto con il Grande Slam e, l'anno successivo, dovette fronteggiare un tumore a un testicolo, dal quale recuperò in tempo per partecipare alla Coppa del Mondo di rugby 2003, nel corso della quale disputò 6 incontri, inclusi la semifinale, persa, contro l'Inghilterra e la finale per il 3º posto, persa anch'essa, contro la Nuova Zelanda.
Disputò il suo ultimo incontro internazionale nel 2004, di nuovo contro gli All Blacks.
Nel 2007, anno del suo ritiro, vinse con il Clermont-Auvergne la European Challenge Cup e giunse fino alla finale per il titolo nazionale, persa contro i parigini dello Stade français.
Dopo il ritiro Marsh tornò al Clermont-Auvergne, nel cui staff fisioterapico lavorò per un paio di stagioni prima di tornare in Nuova Zelanda e ivi fondare una sua propria impresa di fitness e preparazione atletica.

## Palmarès
- Super Rugby: 2
Blues: 1997
Crusaders: 1998
- Coppe di Francia: 1
Montferrand: 2000-01
- Challenge Cup: 1
Clermont-Auvergne: 2006-07